# La festa dell'insignificanza
La festa dell'insignificanza è un romanzo dello scrittore di origine ceca Milan Kundera, pubblicato per la prima volta nel 2013.

## Trama
Alain sta passeggiando per una calle parigina, esaminando le donne, allo scopo di trovare una spiegazione per le loro cosce, i loro glutei e seni, visto che non riesce a cogliere il mistero dietro il potere seduttivo del loro ombelico.
Più o meno nello stesso periodo, l'amico di Alain da poco in pensione, Ramon, è nei Giardini del Lussemburgo ad ammirare le sculture. Ramon incontra il suo ricco amico D'Ardelo e insieme spettegolano su Madame Franck. Entrambi ammirano il suo coraggio dopo la morte del marito. Ramon invita D'Ardelo alla sua festa di compleanno; D'Ardelo confessa di avere un cancro incurabile e che presto morirà, anche se niente di tutto ciò è vero. Ramon crede alla bugia e D'Ardelo è contento di essere stato così convincente. Dopo essersi separato, Ramon fa visita al suo amico Charles per discutere di un cocktail party che stanno organizzando. Tuttavia, si distraggono a spettegolare su Quaquelique, un loro amico che trovano banale e poco divertente come compagnia. Ramon afferma che Quaquelique ha più successo con le donne di D'Ardelo. Charles spiega che la personalità di Quaquelique è più gradevole di quella di D'Ardelo. Entrambi concordano sul fatto che D'Ardelo sia un narcisista, ma si sentono ancora dispiaciuti per lui a causa della sua malattia inesistente.
Caliban, un attore disoccupato, si unisce a Ramon e Charles. I tre discutono di una storia che Charles ha letto di recente nel libro Memorie di Nikita Khrushchev. Caliban ride della parte su Stalin, ma Charles sottolinea che il popolo di Stalin non l'avrebbe trovata ugualmente divertente. Tuttavia, tutti concordano sul fatto che la storia doveva essere intesa come uno scherzo e che l'unico motivo per cui sia stata fraintesa è che nessuno sa più cosa sia uno scherzo.
Nel frattempo, Alain continua a pensare ai corpi delle donne, in particolare all'ombelico. Ricorda un evento della sua infanzia in cui gli parve di notare sua madre che gli fissava l'ombelico con disprezzo e pietà. Sua madre lo abbandonò poco dopo. Ne parla dunque a Charles, e Charles confessa di aver pensato a sua madre di recente allo stesso modo. Prima di poter continuare, però, devono prepararsi per una festa.
Caliban lavora alla festa come cameriere. Durante questi eventi, finge spesso di essere pakistano, parlando però in una lingua inventata. Lui e Charles capiscono che è uno scherzo, ma non lo ritengono divertente. Ramon tenta di parlare con Caliban in francese, ma Caliban gli chiede di non rovinargli lo scherzo. Ramon ha paura che lo scherzo di Caliban possa portarlo in prigione e lamenta la mancanza di umorismo della società. Caliban riesce però ad arrivare al termine della festa senza essere scoperto e va da Alain per un drink.
La mattina dopo, Alain avverte la presenza di sua madre. Immagina sua madre che si scusa con lui per averlo messo al mondo senza il suo consenso, mentre Alain si scusa per essere entrato nella vita di sua madre senza che glielo chiedessero.
Incontra Ramon e D'Ardelo nei Giardini del Lussemburgo, e passeggiano tra le statue. Dei bambini sono impegnati ad allestire il parco per un concerto. Ramon, che crede ancora che D'Ardelo morirà presto, gli dice che è importante mantenere un buon senso dell'umorismo e uno stato d'animo positivo, tramite battute e scherzi. Gli uomini si sentono spensierati e felici mentre i bambini nel parco iniziano a cantare "La Marseilles".

## Edizioni
- Milan Kundera, La festa dell'insignificanza, traduzione di Massimo Rizzante, collana Fabula, Adelphi, 2013,  p. 128, ISBN 978-88-459-2854-3.